# Pepe Domingo Castaño
Pepe Domingo Castaño   (Lestrobe, 8 d'octubre de 1942 - Madrid, 17 de setembre de 2023) fou un presentador radiofònic espanyol i també un animador radiofònic, especialitzat en publicitat. Va treballar en la Cadena Cope, junt amb Paco González, en el programa líder d'audiència de la ràdio espanyola Tiempo de Juego.

## Biografia
Inicià la seva trajectòria professional el 1964, en les ondes en Ràdio Galícia, emissora de la Cadena Ser en Santiago de Compostela. El 1996 es trasllada a Madrid, i comença a treballar en La Voz de Madrid, amb el programa musical Club Musical.
El 1968 fitxa per Radio Centro, on començaria a fer-se més popular amb programes com Tabla redonda del disco i Discoparada. Paral·lelament inicia la seva carrera artística com a cantant, en els grups Los Ibéricos i los Blue Sky. Va tenir més èxit en solitari, especialment amb la cançó Neniña, que arribà a ser número u de les llistes d'Espanya i Hispanoamèrica. El 1973 s'incorpora a la Cadena Ser, on presentarà diferents programes, tots ells relacionats amb la música: Sintonía sobre ruedas, Diario musical SER, Temas del Día o El Gran Musical.
En els últims anys seixanta i primers dels setanta, es converteix també en presentador de Televisió Espanyola i debuta en Biblioteca juvenil, on coneix a la que serà la seva muller, la també presentadora María Luisa Seco, amb qui contrau matrimoni el 6 de setembre de 1969. La parella, però, es divorciarà anys després.
La seva trajectòria en televisió ha estat sempre centrada en programes musicals: A todo ritmo (1971), Voces a 45 (1975-1976) i 300 millones (1979-1983), tots ells en Televisió Espanyola. No tornaria al mitjà fins a l'any 1995 amb el programa Número 1 de Telecinco.
Els anys 80 i 90 significaren la consagració de la seva trajectòria en la ràdio amb programes com: Onda Media, Aquí la SER, Mediodía SER, Los tíos del Domingo o Servicio de verano. Finalment s'especialitzaria en la seva faceta com locutor de ràdio i en programes esportius, com Carrusel Deportivo o El Larguero.
És autor del llibre Carrusel Deportivo: Diario de un año (2006) que va tenir un nivell alt de vendes des de la seva primera setmana.
El 2010 va marxar de la Cadena Ser quan van fer fora el seu company Paco González, i ells dos i 50 persones més de l'equip de Carrusel Deportivo van arribar a la Cadena Cope per presentar Tiempo de Juego.

## Premis
Convertit en una de les veus més respectades de la ràdio espanyola, va rebre quatre Premis Ondas (1975, 1996, 2002 i 2005), i un Micròfon d'Or, reconegut pel seu humor i la seva capacitat per a integrar la publicitat en els programes esportius.